# Aldosio-6-fosfato reduttasi (NADPH)
La aldosio-6-fosfato reduttasi (NADPH) è un enzima appartenente alla classe delle ossidoreduttasi, che catalizza la seguente reazione:
D-sorbitolo 6-fosfato + NADP+ ⇄ D-glucosio 6-fosfato + NADPH + H+
Nella reazione inversa, l'enzima opera anche sul il D-galattosio 6-fosfato e, anche se più lentamente, sul D-mannosio 6-fosfato ed il 2-deossi-D-glucosio 6-fosfato.